# Kaiharinlahti
Kaiharinlahti är en 7,5 kilometer lång vik i sjön Näsijärvi i Ylöjärvi kommun i Birkaland.